# Paramoera incognita
Paramoera incognita is een vlokreeftensoort uit de familie van de Pontogeneiidae. De wetenschappelijke naam van de soort is voor het eerst geldig gepubliceerd in 1986 door Bushueva.